# 窦眼梭子蟹
窦眼梭子蟹（学名：Portunus orbitosinus）为梭子蟹科梭子蟹属的动物。分布于日本、澳大利亚、塞舌耳群岛、马达加斯加以及中国大陆的南沙群岛等地，生活环境为海水，一般生活于水深 20-120m、泥沙以及沙质或碎贝壳底。其生存的海拔范围为-120至-20米。该物种的模式产地在印度洋塞舌耳群岛。